# Telekinese

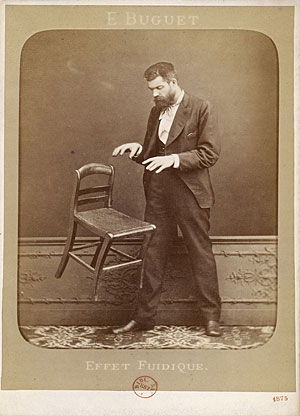
Trucfoto uit 1875 van een 'medium' dat een stoel laat zweven door 'geestkracht'

Telekinese (van het Oudgriekse τῆλε (tēle), ver en κίνησις (kínēsis), beweging), of psychokinese (samenstelling van het Griekse ψυχή (psuchē), "psyche" (geest, adem) en kínēsis) is in de parapsychologie de veronderstelde invloed die de menselijke geest op materie kan uitoefenen, waarbij objecten in beweging worden gebracht of worden veranderd als gevolg van mentale concentratie op die voorwerpen. 

## Etymologie
De term telekinesis werd in 1890 bedacht door de Rus Alexander Asakof. Henry Holt, een Amerikaans uitgever en auteur, introduceerde in 1914 de term psychokinesis in zijn boek On the Cosmic Relations.

## Beschrijving
Materie beïnvloeden houdt in: veranderen of bewegen, maar niet uit het niets laten verschijnen. Dit kan zijn dat men de enen en de nullen die de computer registreert, kan veranderen met de gedachten, een lepel met de geest buigen of zelfs nog grotere dingen manipuleren. Het staat in het Engels dan ook bekend als 'mind over matter'. Men zegt dat de sleutel tot telekinese visualisatie is, het gaat alleen als men visualiseert wat men wil veranderen.

## Telekinese in wetenschap en geloof
Telekinese is een zeer controversieel gegeven omdat het in strijd is met de wetenschappelijke kennis, waaronder de fysica, de neurologie en psychologie. Het bestaan van psychokinese is nog nooit wetenschappelijk vastgesteld en wordt daarom door wetenschappers niet erkend.
Veel mediums, sjamanen, spiritisten, occultisten, yogi's, new age-volgelingen, e.d. beweren echter telekinetische gaven te hebben. Ook in oude geschriften uit de wereldliteratuur komen verhalen over deze krachten voor. Zo wordt in de Bijbel gesproken over Jezus die over water loopt; dit wordt door New Age aanhangers toegeschreven aan het gebruik van telekinese, maar door christenen aan de Goddelijke status van Jezus. In Oosterse religies schrijft men deze gave toe aan Boeddha. 
Tegenwoordig probeert de parapsychologie het paranormale verschijnsel van telekinese te onderzoeken. Er is echter nooit onder gecontroleerde omstandigheden een wetenschappelijk experiment uitgevoerd waarbij materie op afstand bewogen werd door het menselijke denkvermogen of 'geestkracht'; dit ondanks de 1 miljoen dollar die James Randi daarvoor betalen wilde. De meest plausibele verklaring is dan ook dat telekinese, bewust of onbewust, met normale middelen niet tot stand gebracht kan worden.

## Retropsychokinese
Een variant op telekinese die ook nooit wetenschappelijk is aangetoond is retropsychokinese. Volgens de definitie van retropsychokinese is het mogelijk dat een willekeurig proces uit het verleden op een later tijdstip beïnvloed kan worden door iemands gedachten, indien deze niet op de hoogte is van het resultaat van dit proces. Met andere woorden: bij retropsychokinese geldt 'niets staat vast, totdat je weet dat het vast staat'.

## Vormen
Telekinese is de algemene benaming voor het veronderstelde bewegen, controleren en/of manipuleren van bepaalde zaken vanop afstand zonder contact of aanraking. Parapsychologen maken een onderscheid tussen verschillende, meer specifieke vormen van tele- en psychokinese:
- Aerokinese: in fantasyverhalen het vermogen van een personage om de snelheid en richting van luchtstromen zonder aanwijsbaar fysiek mechanisme te beïnvloeden.
- Hydrokinese: het vermogen om water te bewegen en te beïnvloeden.
- Cryokinese:  in fantasyverhalen het vermogen om in strijd met de gebruikelijke entropie de temperatuur van een object te kunnen verlagen zonder aanwijsbaar fysiek mechanisme. De term cryokinese betekent letterlijk zoiets als "ijs in beweging brengen", maar het woord is in feite gemaakt naar analogie met telekinese. Onder meer Sterre uit Het Huis Anubis en de Vijf van het Magische Zwaard en Elsa de Sneeuwkoningin uit Frozen bezitten deze kracht
- Geokinese of Terrakinese: het vermogen om aarde, stenen en land te bewegen of te beïnvloeden.
- Magnetokinese of metallokinese: het vermogen om metaal te bewegen en te beïnvloeden en om magnetische velden te manipuleren. Onder meer Magneto bezit deze kracht;
- Meteorokinese: de gave om het weer te beïnvloeden en te controleren.
- Biokinese: de gave om andere organismen te controleren en te beïnvloeden. Ook weer vergelijkbaar met telepathie, maar niet helemaal.

De volgende soorten zijn volgens aanhangers van de parapsychologie geen echte vormen van telekinese, aangezien telekinese geacht wordt enkel van invloed te zijn op materie en dus geen energie of zelfs tijd:
- Telepathie: meer een vorm van psychokinese, waarbij men het vermogen zou hebben verworven om de geest van anderen te beïnvloeden en te manipuleren. Men zou hierbij controle kunnen nemen over andermans geest en zelfs zijn of haar gedachten lezen.
- Pathokinese: het vermogen om emoties en gevoelens te manipuleren en te beïnvloeden. Het valt eigenlijk te vergelijken met 'geavanceerde', verder-ontwikkelde vorm van empathie. Het is bovendien gelijkaardig aan telepathie en komt grotendeels op hetzelfde neer.
- Pyrokinese: in fantasyverhalen het vermogen om de temperatuur van een object te kunnen verhogen of vuur te maken zonder aanwijsbaar fysiek mechanisme.
- Elektrokinese: de mogelijkheid om elektriciteit op te wekken of manipuleren door middel van gedachten
- Fotokinese: de gave om licht te beïnvloeden, te controleren en soms zelfs te creëren.
- Thermokinese: in fantasyverhalen het vermogen van een personage de temperatuur van een object te kunnen veranderen zonder aanwijsbaar fysiek mechanisme;
- Echokinese: het vermogen om geluid en geluidsgolven te beïnvloeden en te controleren.
- Chronokinese: het vermogen om de tijd te manipuleren en te controleren.

## Populaire cultuur
Psychokinese en telekinese komen vaak voor als superkrachten in strips, films, televisie, computerspellen, literatuur en andere vormen van populaire cultuur. In bijvoorbeeld de serie 'Stranger Things' bezit het personage Eleven telekinetische krachten. Ook de zogenaamde "Force" in de bekende 'Star Wars'-franchise is een voorbeeld van telekinese, ook al is dit niet het enige waartoe een gebruiker van de "Force" in staat is. Verder is het ook een zeer geliefde superkracht voor superhelden in de comics en films. Onder andere personages als Jean Grey/Phoenix uit de 'X-Men'-franchise en Scarlet Witch/Wanda Maximoff uit het MCU zijn superhelden die telekinetische krachten bezitten. Ook Magneto uit de 'X-men'-franchise bezit een vorm van telekinese, ook wel magnetokinese (of metallokinese) genoemd, maar deze heeft alleen vat op metalen (en magnetische velden). Ook in de animatieserie 'Avatar' van Nickelodeon, komen er bepaalde vormen van telekinese voor.